# Nguyễn Việt Thành
Nguyễn Việt Thành (sinh 1947) là một Trung tướng Công an nhân dân Việt Nam. Ông từng là Phó Tổng cục trưởng Tổng cục Cảnh sát, Bộ Công an (Việt Nam), Phó Chánh văn phòng Ban chỉ đạo Trung ương về phòng, chống tham nhũng, Trưởng ban chỉ đạo chuyên án triệt phá băng nhóm xã hội đen lớn nhất Việt Nam do Năm Cam cầm đầu.

## Quá trình công tác
Ông có tên thân mật là Tư Bốn, sinh ngày 15 tháng 4 năm 1947 tại ấp Bình Long, xã Thanh Bình, huyện Chợ Gạo, tỉnh Mỹ Tho (nay là tỉnh Tiền Giang)
Năm 1965, ông tham gia hoạt động cho Mặt trận Dân tộc Giải phóng miền Nam Việt Nam ở tỉnh Mỹ Tho, trải qua các chức vụ từ đội phó đến tiểu đoàn phó an ninh vũ trang. Năm 1975, ông tham gia tiếp quản Tổng nha Cảnh sát Việt Nam Cộng hòa tại Sài Gòn.
Từ năm 1976 đến 1986, ông lần lượt thăng tiến, giữ các chức vụ từ trưởng phòng, phó chỉ huy trưởng, đến quyền chỉ huy trưởng Ban chỉ huy Cảnh sát nhân dân thuộc Công an tỉnh Tiền Giang. Năm 1980, ông được Nhà nước Việt Nam phong tặng danh hiệu Anh hùng lực lượng vũ trang nhân dân thời kỳ kháng chiến chống Mỹ.
Từ năm 1987 đến 1998, ông lần lượt giữ các chức vụ Phó giám đốc, Giám đốc Công an tỉnh Tiền Giang. Tháng 4 năm 1998, ông được phong hàm Thiếu tướng.
Năm 1999, ông được bổ nhiệm làm Phó tổng cục trưởng Tổng cục Cảnh sát, phụ trách Cụm III Tổng cục Cảnh sát (phía Nam). Thời gian này, ông được giao làm Trưởng ban chuyên án triệt phá tổ chức tội phạm xã hội đen do Năm Cam cầm đầu . Tháng 7 năm 2003, ông được Thủ tướng Phan Văn Khải ký quyết định thăng quân hàm từ Thiếu tướng lên Trung tướng.
Ngày 14 tháng 10 năm 2006, ông được Thủ tướng Nguyễn Tấn Dũng bổ nhiệm làm Phó Chánh văn phòng Ban chỉ đạo Trung ương về phòng, chống tham nhũng
Ông chính thức nghỉ hưu theo chế độ từ ngày 1 tháng 1 năm 2009, theo quyết định của Thủ tướng 

## Đời tư
Ông được xem là quen cuộc sống đạm bạc "ăn cơm tập thể, ngủ giường cá nhân" với mức lương cấp tướng không nhiều.